# دارا اوشی
دارا اوشی (انگلیسی: Dara O'Shea؛ زادهٔ ۴ مارس ۱۹۹۹ بازیکن فوتبال اهل جمهوری ایرلند است.
از باشگاه‌هایی که در آن بازی کرده‌است می‌توان به باشگاه فوتبال وست برومویچ آلبیون اشاره کرد.
وی همچنین در تیم‌های ملی فوتبال زیر ۱۹ سال، زیر ۲۱ سال و بزرگسالان جمهوری ایرلند جنوبی بازی کرده‌است.

## دوران باشگاهی
اوشی در دوبلین به دنیا آمد و پیش از رفتن به باشگاه انگلیسی وست برومویچ، کار خود را در سنت کوین بویز آغاز کرد. او فصل ۲۰۱۸–۲۰۱۷ را به صورت قرضی در هرفورد گذراند. اوشی بخشی از تیم هرفورد بود که در لیگ برتر جنوبی قهرمان شد و به لیگ ملی شمال صعود کرد.
او در اوت ۲۰۱۸ به صورت قرضی به باشگاه فوتبال اکستر سیتی نقل مکان کرد. در مارس ۲۰۱۹، مت تیلور، سرمربی اکستر، او را تحسین کرد.
اوشی در ۲۴ ژانویه ۲۰۲۰ قرارداد سه ساله جدیدی با وست بروم امضا کرد. او اولین گل خود در لیگ را در ۹ فوریه ۲۰۲۰ در پیروزی ۲–۰ وست برومویچ مقابل باشگاه فوتبال میلوال به ثمر رساند.

## دوران ملی
او اولین بازی خود را برای بزرگسالان جمهوری ایرلند در ۱۴ اکتبر ۲۰۲۰ در برابر فنلاند انجام داد.